# Dědičná štola císaře Josefa II.
Dědičná štola císaře Josefa II. (německy Kaiser Josef II Erbstollen, Kaiser Josef Stollen) byla ražena na území březohorského revíru aby odvedla důlní vody z rudných dolů, kde se těžilo stříbro a olovo a pojmenována po císaři Josefu II. Od roku 1973 je chráněnou kulturní památkou ČR. Koncepci odvodnění zdejšího revíru (bez projektového zpracování) vypracoval už v roce 1693 hormistr Ignác Anton Putz.

## Historie
Pro odvodnění hlubinných rudných dolů v Březových Horách, Příbrami a Bohutína byla kolem roku 1789 započata ražba dědičné štoly, která propojila doly v březohorsko-bohutínském revíru mimo důl Lill, jam Hůrka a Kozičín. Důlní voda byla odváděna samospádem do řeky Litavky jihozápadně od obce Trhové Dušníky. Ražba dědičné štoly byla ukončena  poslední prorážkou 8. července 1859 mezi doly František a Řimbaba. Její délka se všemi odbočkami činí 21 906 m. Hlavní štola je dlouhá 14 854 m. Hlavní štola, která sleduje rudní žíly a také byla ražena i jako překop, měří 8 944 m. 
Ražba byla zahájena u šachty Štěpánka v katastrálním území Bohutín a pokračovala severovýchodním směrem k Příbrami přes Vysokou Pec, Drkolnov, Březové Hory (šachty Ševčiny, Marie, Vojtěch, Prokop, Anna) a dále směřuje k šachtě Ferdinand a Jarošovce a vyúsťuje na povrch nedaleko pravého břehu říčky Litavky. Štola vede v úrovni 2. patra v hloubce 101–57 m, její sklon je 3–5 ‰ pod povrchem
Mezi orty Drkolnovské a Mariánské šachty byla proražena v roce 1843. V roce 1862 byla na dědičnou štolu napojena Zdabořská šachta.

## Využití důlních vod
Po ukončení těžby v březohorsko-bohutínském revíru v roce 1978 byl systém jam, překopů a chodeb zatopen do úrovně 2. patra, které trvalo 15 let.
Část důlních vod samovolně vytéká do řeky Litavky a část je od února 1984 čerpána do úpravny vod Hvězdička vodní nádrže Obecnice. Po profiltrování přes pískové filtry je dodávána do příbramského vodovodního řádu. V roce 2016 bylo dodáno do úpravny vody Hvězdička 315 360 m³ důlních vod. V roce 2020 bylo štolou odvedeno 795 338 m³ důlních vod.

## Popis
Dědičná štola je částečně ražená ve skále, částečně je vyzděná z kamenných placíků a je klenutá. Památkově chráněná část je úsek od dolu Ševčiny po vyústění u Trhových Dušníků.
V období 2018–2019 byl opraven portál dědičné štoly. Bylo odstraněno nepůvodní cihlové zdivo přístavby a zafixováno zdivo historické. Bylo vybudováno nové schodiště, opěrné zdi, zvýšena nadezdívka portálu a osazena dvoukřídlová kovová mříž.